# Asclepias subulata
Asclepias subulata är en oleanderväxtart som beskrevs av Joseph Decaisne. Asclepias subulata ingår i släktet sidenörter, och familjen oleanderväxter. Inga underarter finns listade i Catalogue of Life.